# I'd Rather Believe in You
I'd Rather Believe in You (en español: Prefiero Creer En Ti) es el álbum de estudio número 13 de la cantante Cher, publicado en 1976.

## Lista de canciones
| #  | Título                      | Compositor                  | Duración |
| -- | --------------------------- | --------------------------- | -------- |
| 01 | Long Distance Love Affair   | Price, Walsh                | 02:45    |
| 02 | I'd Rather Believe You      | Omartian, Omartian          | 03:45    |
| 03 | I Know (You Don't Love Me)  | George                      | 02:54    |
| 04 | Silver Wings & Golden Rings | Sklerov, Leikin             | 03:20    |
| 05 | Flashback                   | Wayne, O'Day                | 03:53    |
| 06 | It's A Cryin' Shame         | Lambert, Potter             | 02:49    |
| 07 | Early Morning Strangers     | Manilow, David              | 03:43    |
| 08 | Knock on Wood               | Floyd, Cropper              | 03:30    |
| 09 | Spring                      | Tipton                      | 04:23    |
| 10 | Borrowed Time               | Hill, Soden, Weber, Michlin | 02:57    |

- Datos: Q1644955